# Litauische Badminton-Juniorenmeisterschaft
Litauische Badminton-Juniorenmeisterschaften werden seit 1967 ausgetragen, während des Bestehens der Sowjetunion als Meisterschaften der Sowjetrepublik.

## Die Titelträger
| Saison | Herreneinzel           | Dameneinzel            | Herrendoppel                                | Damendoppel                                 | Mixed                                      |
| ------ | ---------------------- | ---------------------- | ------------------------------------------- | ------------------------------------------- | ------------------------------------------ |
| 1967   | Giedrius Voroneckas    | Undinė Jagelaitė       | Jefim Plavinas Giedrius Voroneckas          | Undine Jagelaite Virginija Kilaitė          | Giedrius Voroneckas Undinė Jagelaitė       |
| 1968   | Juozas Baltrimas       | Virginija Kilaitė      | Juozas Baltrimas Antanas Čiapas             | Birutė Čiapaitė Jolanta Gelumbickaitė       | Antanas Čiapas Jolanta Gelumbickaitė       |
| 1969   | Juozas Baltrimas       | Jolanta Gelumbickaitė  | Aleksas Stankus Antanas Čiapas              | Ilona Balkevičiūtė Birutė Čiapaitė          | Antanas Čiapas Birutė Čiapaitė             |
| 1970   | Antanas Čiapas         | Nijolė Sabaitė         | Aleksas Stankus Antanas Čiapas              | Aldona Kacenkaitė Danutė Staniukaitytė      | Antanas Čiapas Nijolė Sutkutė              |
| 1971   | Antanas Čiapas         | Nijolė Sabaitė         | Aleksas Stankus Algimantas Mockus           | Audronė Kepulaitė Nijolė Sabaitė            | Antanas Čiapas Nijolė Sabaitė              |
| 1972   | Justinas Stankus       | Nijolė Sabaitė         | Aleksas Stankus Justinas Stankus            | Audronė Kepulaitė Nijolė Sabaitė            | Povilas Malakauskas Nijolė Sabaitė         |
| 1973   | Povilas Malakauskas    | Danutė Staniukaitytė   | keine Daten                                 | keine Daten                                 | keine Daten                                |
| 1974   | Rimas Staniukaitis     | Danutė Staniukaitytė   | Aleksandras Komisarovas Rimas Liubartas     | Aušra Skurdenytė Danutė Staniukaitytė       | Rimas Staniukaitis Danutė Staniukaitytė    |
| 1975   | Rimas Liubartas        | Danutė Staniukaitytė   | Erikas Kostanianas Rimas Liubartas          | Aušra Skurdenytė Danutė Staniukaitytė       | Erikas Kostanianas Jūratė Balčiūnaitė      |
| 1976   | Artūras Jaskevičius    | Danguolė Rusinavičiūtė | Artūras Jaskevičius Gintas Daugėla          | Danguolė Rusinavičiūtė Milda Taraskevičiūtė | Artūras Jaskevičius Danguolė Rusinavičiūtė |
| 1977   | Artūras Jaskevičius    | Milda Taraskevičiūtė   | Artūras Jaskevičius Arūnas Blevaitis        | Silva Senkutė Milda Taraskevičiūtė          | Artūras Jaskevičius Milda Taraskevičiūtė   |
| 1978   | Arūnas Skuodas         | Milda Taraskevičiūtė   | Remigijus Jasudėnas Kęstutis Dabravolskis   | Danguolė Usaitė Milda Taraskevičiūtė        | Arūnas Skuodas Milda Taraskevičiūtė        |
| 1979   | Rimas Lavrukaitis      | Silva Senkutė          | Rimas Lavrukaitis Antanas Mizgiris          | Danguolė Usaitė Silva Senkutė               | Rimas Lavrukaitis Regina Juškytė           |
| 1980   | Antanas Mizgiris       | Silva Senkutė          | Arūnas Liočys Antanas Mizgiris              | Arūna Baranauskytė Silva Senkutė            | Artūras Duoblys Silva Senkutė              |
| 1981   | Artūras Duoblys        | Silva Senkutė          | Artūras Duoblys Darius Usis                 | Arūna Baranauskytė Silva Senkutė            | Artūras Duoblys Silva Senkutė              |
| 1982   | Giedrius Kasperavičius | Jūratė Markaitytė      | Giedrius Kasperavičius Raimondas Jakavičius | Jūratė Markaitytė Jūratė Lažauninkaitė      | Narutis Deksnys Jūratė Markaitytė          |
| 1983   | Egidijus Jankauskas    | Jūratė Markaitytė      | Narutis Deksnys Vitalijus Abramovas         | Jūratė Markaitytė Jūratė Lažauninkaitė      | Egidijus Jankauskas Rita Afanasjeva        |
| 1984   | Narutis Deksnys        | Rita Afanasjeva        | Egidijus Jankauskas Gintaras Pilkaitis      | Rita Afanasjeva Dalia Grušauskaitė          | Egidijus Jankauskas Rita Afanasjeva        |
| 1985   | Egidijus Jankauskas    | Rasa Mikšytė           | Egidijus Jankauskas Gintaras Pilkaitis      | Aušrinė Gabrėnaitė Rasa Mikšytė             | Egidijus Jankauskas Rita Afanasjeva        |
| 1986   | Egidijus Jankauskas    | Aušrinė Gabrėnaitė     | Egidijus Jankauskas Gintaras Pilkaitis      | Aušrinė Gabrėnaitė Rasa Mikšytė             | Egidijus Jankauskas Elena Dudnik           |
| 1987   | Ovidijus Česonis       | Aušrinė Gabrėnaitė     | Ovidijus Česonis Algirdas Kepežinskas       | Aušrinė Gabrėnaitė Dana Bubnelytė           | Ovidijus Česonis Aušrinė Gabrėnaitė        |
| 1988   | Ovidijus Česonis       | Aušrinė Gabrėnaitė     | Ovidijus Česonis Algirdas Kepežinskas       | Aušrinė Gabrėnaitė Solveiga Stašaitytė      | Ovidijus Česonis Aušrinė Gabrėnaitė        |
| 1989   | Gintaras Pilkaitis     | Aina Locmelytė         | Andrius Kordušas Almantas Povilaitis        | Aina Locmelytė Lina Mikniutė                | Gintaras Pilkatis Aina Locmelytė           |
| 1990   | Aivaras Kvedarauskas   | Solveiga Stašaitytė    | Andrius Kordušas Aivaras Kvedarauskas       | Aina Locmelytė Lina Mikniutė                | Aivaras Kvedarauskas Solveiga Stašaitytė   |
| 1991   | Audrius Kepežinskas    | Asta Sičiutė           | Audrius Kepežinskas Audrius Kučiauskas      | Aina Locmelytė Lina Mikniutė                | Audrius Kepežinskas Asta Sičiutė           |
| 1992   | Aivaras Kvedarauskas   | Solveiga Stašaitytė    | Donatas Narvilas Vygantas Viržintas         |                                             | Aivaras Kvedarauskas Solveiga Stašaitytė   |
| 1993   | Dainius Lukošius       | Ligita Žukauskaitė     | Dainius Lukošius Povilas Jankus             | Indrė Ivanauskaitė Neringa Karosaitė        | Povilas Jankus Ligita Žukauskaitė          |
| 1994   | Dainius Lukošius       | Indrė Ivanauskaitė     | Mindaugas Abromas Tadas Paškauskas          | Alina Tičkutė Neringa Karosaitė             | Dainius Lukošius Ligita Žukauskaitė        |
| 1995   | Dainius Lukošius       | Neringa Karosaitė      | Mindaugas Abromas Tadas Paškauskas          | Indrė Ivanauskaitė Neringa Karosaitė        | Artūras Michejenko Indrė Ivanauskaitė      |
| 1996   | Donatas Vievesis       | Neringa Karosaitė      | Sergej Leonovič Artūras Michejenko          | Indrė Ivanauskaitė Neringa Karosaitė        | Sergej Leonovič Elena Kadzevič             |
| 1997   | Sergej Leonovič        | Neringa Karosaitė      | Gediminas Andrikonis Donatas Vievesis       | Indrė Ivanauskaitė Neringa Karosaitė        | Sergej Leonovič Indrė Ivanauskaitė         |
| 1998   | Dainius Mikalauskas    | Erika Milikauskaitė    | Gediminas Andrikonis Dainius Mikalauskas    | Erika Milikauskaitė Ugnė Urbonaitė          | Dainius Mikalauskas Gintarė Markevičiūtė   |
| 1999   | Dainius Mikalauskas    | Neringa Karosaitė      | Mindaugas Dabašinskas Dainius Mikalauskas   | Erika Milikauskaitė Ugnė Urbonaitė          | Domantas Karpas Neringa Karosaitė          |
| 2000   | Damantas Karpas        | Ugnė Urbonaitė         | Mindaugas Dabašinskas Domantas Karpas       | Erika Milikauskaitė Ugnė Urbonaitė          | Domantas Karpas Ugnė Urbonaitė             |
| 2001   | Kęstutis Navickas      | Erika Milikauskaitė    | Kęstutis Navickas Klaudijus Kašinskis       | Erika Milikauskaitė Ugnė Urbonaitė          | Kęstutis Navickas Kristina Dovidaitytė     |
| 2002   | Ramūnas Bilius         | Ugnė Urbonaitė         | Ramūnas Bilius Tomas Dovydaitis             | Kristina Dovidaitytė Ugnė Urbonaitė         | Tomas Dovydaitis Kristina Dovidaitytė      |
| 2003   | Kęstutis Navickas      | Kristina Dovidaitytė   | Kęstutis Navickas Klaudijus Kašinskis       | Kristina Dovidaitytė Aušra Vaičiūnaitė      | Šarūnas Bilius Akvilė Stapušaitytė         |
| 2004   | Šarūnas Bilius         | Kristina Dovidaitytė   | Darius Čepauskas Vaidotas Vitkauskas        | Akvilė Stapušaitytė Anastasija Tolstaja     | Šarūnas Bilius Kristina Dovidaitytė        |
| 2005   | Šarūnas Bilius         | Akvilė Stapušaitytė    | Šarūnas Bilius Giedrius Miestauskas         | Akvilė Stapušaitytė Anastasija Tolstaja     | Šarūnas Bilius Anastasija Tolstaja         |
| 2006   | Šarūnas Bilius         | Gerda Voitechovskaja   | Šarūnas Bilius Ramūnas Stapušaitis          | Ugnė Vasiliauskaitė Gerda Voitechovskaja    | Ramūnas Stapušaitis Oksana Jaciuk          |
| 2007   | Ramūnas Stapušaitis    | Gerda Voitechovskaja   | Dovydas Razas Ramūnas Stapušaitis           | Ugnė Vasiliauskaitė Gerda Voitechovskaja    | Aurimas Mizgiris Gerda Voitechovskaja      |
| 2008   | Ramūnas Stapušaitis    | Gerda Voitechovskaja   | Dovydas Razas Ramūnas Stapušaitis           | Daina Kairytė Oksana Jaciuk                 | Ramūnas Stapušaitis Oksana Jaciuk          |
| 2009   | Edgaras Slušnys        | Gerda Voitechovskaja   | Kazimieras Dauskurtas Aurimas Mizgiris      | Gerda Voitechovskaja Ieva Linkutė           | Ramūnas Stapušaitis Indrė Starevičiūtė     |
| 2010   | Edgaras Slušnys        | Gerda Voitechovskaja   | Povilas Bartušis Alan Plavin                | Daina Kairytė Ieva Linkutė                  | Povilas Bartušis Ieva Linkutė              |
| 2011   | Alan Plavin            | Ieva Linkutė           | Povilas Bartušis Alan Plavin                | Rebeka Aleksevičiūtė Gabija Narvilaitė      | Povilas Bartušis Ieva Linkutė              |
| 2012   | Alan Plavin            | Gabija Narvilaitė      | Povilas Bartušis Alan Plavin                | Rebeka Aleksevičiūtė Gabija Narvilaitė      | Povilas Bartušis Gabrielė Janušonytė       |
| 2013   | Ignas Reznikas         | Vytautė Fomkinaitė     | Laurynas Sparnauskis Tautvydas Liorančas    | Rebeka Aleksevičiūtė Gabija Narvilaitė      | Laurynas Sparnauskis Rebeka Aleksevičiūtė  |
| 2014   | Laurynas Sparnauskis   | Vytautė Fomkinaitė     | Karolis Eimutaitis Ignas Reznikas           | Rebeka Aleksevičiūtė Gabija Narvilaitė      | Giedrius Dima Vaiva Žymantaitė             |
| 2015   | Laurynas Sparnauskis   | Vytautė Fomkinaitė     | Karolis Eimutaitis Paulius Bertašius        | Vytautė Fomkinaitė Ieva Sendžikaitė         | Karolis Eimutaitis Gabija Narvilaitė       |
| 2016   | Karolis Eimutaitis     | Vytautė Fomkinaitė     | Karolis Eimutaitis Jonas Petkus             | Dominyka Dragūnaitė Gabrielė Janušonytė     | Mark Šames Vytautė Fomkinaitė              |
| 2017   | Mark Šames             | Vitalija Movšovič      | Laurynas Borusas Jonas Petkus               | Perla Murėnaitė Vitalija Movšovič           | Mark Šames Danielė Švelnytė                |
| 2018   | Jonas Petkus           | Vitalija Movšovič      | Simas Klioštoraitis Jonas Petkus            | Samanta Golubickaitė Vitalija Movšovič      | Jonas Petkus Gabija Mockutė                |
| 2019   | Jonas Petkus           | Samanta Golubickaitė   | Danielius Berzanskis Laurynas Borusas       | Gabija Mockutė Monika Sukackaitė            | Jonas Petkus Gabija Mockutė                |
| 2020   | Danielius Berzanskis   | Samanta Golubickaitė   | Danielius Berzanskis Simas Kliostoraitis    | Gabija Mockutė Monika Sukackaitė            | Vilius Bagdanavičius Samanta Golubickaitė  |
| 2021   | Danielius Berzanskis   | Samanta Golubickaitė   | Danielius Berzanskis Simas Kliostoraitis    | Gabija Mockutė Monika Sukackaitė            | Vilius Bagdanavičius Samanta Golubickaitė  |
| 2022   | Domas Pakšys           | Perla Murėnaite        | Vilius Bagdanavičius Rokas Lesinskas        | Viltė Paulauskaite Perla Murėnaite          | Vilius Bagdanavičius Perla Murėnaite       |
| 2023   | Domas Pakšys           | Viltė Paulauskaitė     | Nojus Tenikaitis Rokas Lesinskas            | Viltė Paulauskaite Monika Sukackaitė        | Rokas Lesinskas Viltė Paulauskaite         |